# 美作三浦氏
美作三浦氏（みまさかのみうらし）は、美作国に栄えた武家一つ。本姓は平氏。家系は坂東八平氏のひとつ三浦氏の庶流で杉本氏の流れを汲む。鎌倉幕府有力御家人三浦義澄の弟佐原義連の血筋で義連－横須賀時連 - 杉本宗明と続き、宗明の次男の三浦貞宗が14世紀初頭に高田城を築城したのが始まりであると言われている。
戦国時代に入ると、三浦氏は滅亡と復興を繰り返す戦国大名となる。まず、出雲の尼子晴久の侵攻をたびたび受けたが、三浦貞久はこれを何度も撃退していた。これに対して晴久は、三浦一族である大河原氏に養子入りしていた三浦貞尚と縁戚関係を結び等して、三浦氏を支配下に置いていき1548年には、貞久が病死したと共に所領安堵を通じてこれを支配下に置いた。貞久の子・三浦貞勝は旧臣をかき集めて高田城の奪回に成功し、三浦氏を再興したとされるがこれを示す当時の文書は殆どない所か、記されているのは一部のみでありそれも後年編纂されたものである。
尼子氏滅亡後、貞勝の弟・三浦貞広と貞久の弟・三浦貞盛が、三村家親の死に乗じて高田城を奪回し、三浦氏を再興する。しかし尼子の残党であった山中幸盛と手を結んだため、毛利元就の侵攻を受けて滅亡する。しかし貞広の執念は凄まじく、1570年に再び高田城を奪回して三浦氏を再興する。だが、再び毛利氏の侵攻を受けて遂に滅亡した。
美作の支配権は天文から永禄にかけて尼子氏がほぼ握っており、尼子氏滅亡から尼子再興にかけて尼子寄りの姿勢を崩すことは無かったので、実質的な支配下にあった豪族と言っても過言ではない。

## 美作三浦氏の一族
- 三浦貞久
- 三浦貞盛 - 貞久の弟
- 三浦貞広 - 貞久の子
- 三浦貞勝 - 貞久の子
- 三浦桃寿丸 - 貞勝の子

## 家臣団
- 牧尚春
- 牧良長
- 牧国信